# Schalinski rajon
Der Schalinski rajon (russisch Шалинский район; tschetschenisch Шелан кӀошт) ist ein Rajon in der Tschetschenischen Republik in Russland. Er liegt südöstlich der Republikhauptstadt Grosny und südlich des Stadtkreises Argun. Verwaltungszentrum ist die Stadt Schali.
Die Einwohnerzahl beträgt 115.970 (Stand 14. Oktober 2010; 2002: 109.218; 1989: 136.590).
Die größten Ortschaften neben Schali sind die Dörfer Awtury, Germentschuk und Mesker-Jurt mit jeweils über 10.000 Einwohnern (2010).
Es gibt Krankenhäuser in Schali und im Dorf Tschiri-Jurt (ehemalige Siedlung städtischen Typs mit großem Zementwerk, das im Ersten Tschetschenienkrieg zerstört und ab 2007 teilweise wiedererrichtet wurde).